# Amblyomma rhinocerotis
Amblyomma rhinocerotis är en fästingart som beskrevs av De Geer 1778. Amblyomma rhinocerotis ingår i släktet Amblyomma och familjen hårda fästingar. Inga underarter finns listade i Catalogue of Life.